# Шамбронка
Шамбронка (словац. Šambronka) — річка в Словаччині, права притока Попрада, протікає в окрузі Стара Любовня.
Довжина — 12-13.3 км. Витік знаходиться в масиві Левоцькі гори (частина Левоцька височина; схил гори Кулігура) на висоті близько 1115 метрів. Протікає територією сіл Шамброн і Плавниця.
Впадає в Попрад на висоті приблизно 495 метрів.
Притоки
- праві
  - безіменні
- ліві
  - безіменний
  - Углісковий потік